# Interpolation polynomiale
En mathématiques, en analyse numérique, l'interpolation polynomiale est une technique d'interpolation d'un ensemble de données ou d'une fonction par un polynôme. En d'autres termes, étant donné un ensemble de points (obtenu, par exemple, à la suite d'une expérience), on cherche un polynôme qui passe par tous ces points, p(xi) = yi, et éventuellement vérifie d'autres conditions, de degré si possible le plus bas.
Cependant, dans le cas de l'interpolation lagrangienne, par exemple, le choix des points d'interpolation est critique. L'interpolation en des points régulièrement espacés peut fort bien diverger même pour des fonctions très régulières (phénomène de Runge).

## Définition

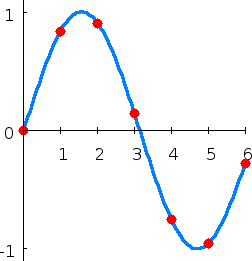
Les points rouges correspondent aux points (x_{k}, y_{k}), et la courbe bleue représente le polynôme d'interpolation.

- Dans la version la plus simple (interpolation lagrangienne), on impose simplement que le polynôme passe par tous les points donnés. Étant donné un ensemble de n + 1 points, i.e. couples (xi , yi) (où les réels xi sont distincts 2 à 2, les yi pouvant être des réels, complexes ou éléments d'un espace vectoriel quelconque), on cherche à trouver un polynôme p (à coefficients de la même nature que les yi) de degré n au plus, qui vérifie :

{\displaystyle p(x_{i})=y_{i}{\mbox{ , }}i=0,\ldots ,n} .
Le théorème de l'unisolvance précise qu'il n'existe qu'un seul polynôme p de degré inférieur ou égal à n défini par un tel ensemble de n + 1 points.
- L'interpolation d'Hermite consiste à chercher un polynôme qui non seulement prend les valeurs fixées aux abscisses données, mais dont également la dérivée, donc la pente de la courbe, prend une valeur imposée en chacun de ces points. Naturellement, il faut pour cela un polynôme de degré supérieur au polynôme de Lagrange. On peut aussi imposer encore la valeur des dérivées secondes, troisièmes, etc. en chaque point. La démarche de l'interpolation newtonienne utilisant les différences divisées est particulièrement adaptée pour construire ces polynômes.
- La méthode des splines consiste à chercher des fonctions polynômiales par morceaux, c'est-à-dire sur chaque sous-intervalle [xi-1,xi], mais de plus bas degré (typiquement 3 pour les splines cubiques), en choisissant les coefficients pour obtenir une fonction continue et dérivable également aux points xi .

## Construction du polynôme d'interpolation de Lagrange
On voit aisément que la combinaison linéaire  {\displaystyle p(x)=\sum _{i=0}^{n}y_{i}L_{i}(x)} vérifie bien {\displaystyle p(x_{i})=y_{i},\forall i\in \{0,\ldots ,n\}} si les polynômes {\displaystyle (L_{i})_{i\in \{0,\ldots ,n\}}} vérifient {\displaystyle L_{i}(x_{j})=\delta _{ij}={\begin{cases}1&{\text{si }}i=j\\0&{\text{sinon}}\end{cases}}} (voir symbole de Kronecker). Il est tout aussi évident que c'est bien le cas pour {\displaystyle L_{i}\triangleq {\prod _{j=0,j\neq i}^{n}}{\frac {x-x_{j}}{x_{i}-x_{j}}}}. La propriété caractéristique {\displaystyle L_{i}(x_{j})=\delta _{ij}} implique immédiatement que la famille {\displaystyle (L_{i})} est libre, donc implique une base {\displaystyle \mathbf {R} _{n}[x]}, appelée « base de Lagrange » (ou « base lagrangienne »), relative à la famille {\displaystyle (x_{i})_{i\in \{0,\ldots ,n\}}}. 

## Erreur d'interpolation
L'erreur d'interpolation lors de l'approximation d'une fonction f, c'est-à-dire : lorsque yi = f(xi) dans ce qui précède, est donnée par une formule de type Taylor-Young : 

Si f est n + 1 fois différentiable sur I = [min{x0, …, xn, x} ; max{x0, …, xn, x}] alors
{\displaystyle \exists \xi \in I\quad f(x)-p_{n}(x)={\frac {f^{(n+1)}(\xi )}{(n+1)!}}\prod _{i=0}^{n}(x-x_{i}).}
L'existence d'un tel ξ se démontre en appliquant de manière itérée le théorème de Rolle : 

Il est intéressant de noter que cette démonstration reste valide pour le cas de l'extrapolation, i.e. pour {\displaystyle x} pris en dehors de l'intervalle délimité par les points d'interpolations {\displaystyle I_{d}=[\min(x_{0},\ldots ,x_{n});\max(x_{0},\ldots ,x_{n})]\subset I}.
Dans ce cas cependant, il est possible que {\displaystyle \xi } soit lui aussi en dehors de cet intervalle.
Dans le cas de l'interpolation ou de l'extrapolation, on peut majorer l'erreur comme suit :
{\displaystyle |f(x)-p_{n}(x)|={\frac {\max \limits _{\xi \in I(x)}|f^{(n+1)}(\xi )|}{(n+1)!}}\prod _{i=0}^{n}|x-x_{i}|}
où l'on souligne la dépendance en {\displaystyle x} de l'intervalle {\displaystyle I}.
Quand les points sont uniformément répartis, c’est-à-dire {\displaystyle x_{i}=x_{0}+ih,\forall i\in \{1,\ldots ,n\},\forall h\neq 0}, il se produit en général une aggravation catastrophique de l'erreur d'interpolation, connue sous le nom de phénomène de Runge, à mesure que le nombre de points augmente.